# Henry Morgan
Henry Morgan (ur. ok. 1635, zm. 25 sierpnia 1688) – posiadacz ziemski, plantator, walijski bukanier w służbie Karola II, zwany Królem Bukanierów. Po wykupieniu się przybył do Port Royal i pnąc się po stopniach kariery, został przywódcą bractwa. Zdobywał i łupił poszczególne miasta kubańskie, a w 1671 przewodził największej wyprawie bukanierów w dziejach, gdy dowodząc eskadrą 28 okrętów i ponad 1800 ludźmi zdobył Panamę. Wkrótce jednak z większością łupów porzucił bukanierów i czekał na wezwanie króla Karola II do przybycia do Londynu. Początkowo, by załagodzić spór z Hiszpanią, został przez Anglików wtrącony do lochu.  To nie przekreśliło jego kariery, bowiem wkrótce otrzymał tytuł szlachecki i jako wicegubernator powrócił na Jamajkę. Od tej pory zaciekle zwalczał bukanierów aż do swojej naturalnej śmierci w 1688. Pochowany w Port Royal, w 1692 w czasie trzęsienia ziemi i zatopienia miasta jego grób pochłonęło morze.